# Camptothecium pinnatifidum
Camptothecium pinnatifidum là một loài rêu trong họ Brachytheciaceae. Loài này được Sull. Sull. mô tả khoa học đầu tiên năm 1874.